# (1117) Reginita
(1117) Reginita ist ein Asteroid des Hauptgürtels, der am 24. Mai 1927 vom katalanischen Astronomen José Comas Solá in Barcelona entdeckt wurde.
Der Asteroid ist der Nichte des Entdeckers gewidmet.